# Casona Ochagavía
La Casa Patronal del ex fundo Ochagavía, también conocida como Casona Ochagavía, es un edificio patrimonial ubicado en la comuna de Pedro Aguirre Cerda, en la ciudad de Santiago de Chile.
Declarada Monumento nacional en 1995, la casona perteneció a importantes políticos chilenos del siglo XIX y xx, y  además, se relacionó con conflictos bélicos nacionales. Tras la creación de la comuna de Pedro Aguirre Cerda, la residencia fue ocupada como casa consistorial del municipio, hasta el Terremoto de Chile de 2010.

## Historia
La casona que fue construida entre los años 1760 y 1770, fue residencia de Silvestre Martínez de Ochagavía, Silvestre Ochagavía Errázuriz y Silvestre Ochagavía Echaurren, estos dos últimos, políticos chilenos. Desde este sitio se administraba la Chacra Ochagavía cuyo terreno equivale a gran parte de la actual comuna en que se ubica.
Durante la guerra de la Independencia de Chile, en el año 1818, el lugar fue sitio de residencia del ejército patriota, previo a la Batalla de Maipú. En aquel lugar existió un árbol desde el cual José de San Martín, avistó al Ejército realista radicado en la Casona de Lo Espejo.
Aquí se realiza uno de los enfrentamientos de la guerra civil chilena de 1829-1830, la Acción de Ochagavía, cuya consecuencia fue el triunfo del bando gubernamental o "pipiolo", por sobre el bando conservador o "pelucón", a través del Pacto de Ochagavía, acuerdo que en los meses siguientes es desechado.
En 1957, el recinto pasa a ser administrado por la municipalidad de San Miguel, cuyo alcalde Julio Palestro Rojas había planificado crear en el lugar el Museo de la Independencia, sin embargo el proyecto no prosperó.
Hacia 1972, la casona albergó el liceo fiscal de niñas número 22, de San Miguel, que en 1974 pasó a ser mixto para poder recibir a alumnos varones de sus alrededores, tal como había dispuesto el Ministerio de Educación de la dictadura. Este liceo funcionó en el mismo lugar hasta 1979 (no verificado), para ser trasladado posteriormente a otra ubicación, antes de desaparecer. 
Para 1993 es creada la comuna de Pedro Aguirre Cerda y la casona pasa a ser el centro de administración de esta entidad. Fue declarada monumento nacional de Chile en 1995 y tras el Terremoto de Chile de 2010 sufrió algunas fisuras que debieron ser reparadas. A consecuencia del sismo, las instalaciones del municipio fueron derivadas al edificio Núcleo Ochagavía, mientras que sus instalaciones eran reparadas y remodeladas con una nueva edificación en el lado sur del recinto.